# Teletubbies
Teletubbies, tại Việt Nam còn được gọi là Các em bé rối Teletubbies, là một loạt chương trình truyền hình dành cho trẻ em, chủ yếu cho trẻ em mầm non trước tuổi đi học, sản xuất từ năm 1997 đến 2001 của Ragdoll Productions (thực hiện bởi Anne Wood và Andrew Davenport) theo đơn đặt hàng của Đài BBC, được giải thưởng BAFTA năm 1998 và nhiều giải thưởng khác.
Loạt chương trình này nhanh chóng nhận được nhiều khen thưởng và trở thành thành công thương mại trong và ngoài nước Anh. Với những nhân vật đặc biệt, màu sắc tươi sáng, lời nói đối thoại đơn giản và lặp đi lặp lại, nên mặc dù chỉ nhắm vào trẻ em trong độ tuổi từ 1 đến 4 nhưng chương trình này cũng được yêu thích bởi các sinh viên . Tại Việt Nam, phim từng được Công ty Cổ phần Truyền thông Trí Việt (TVM Corp.) mua bản quyền và phát sóng trên kênh HTV3.

## Nhân vật
Trong thế giới Teletubbies có 4 nhân vật chính, rất dễ phân biệt qua màu sắc và vật dụng riêng cầm theo. 
- Tinky-Winky [ˈtɪŋkɪˌwɪŋkɪ] (Dave Thompson, Mark Heenehan, Simon Shelton): nam, màu tím, có ăng ten 3 góc trên đầu, túi màu đỏ.
- Dipsy [ˈdɪpsɪ] (John Simmit): nam, xanh lá cây, ăng ten thẳng đứng, nón màu đen trắng.
- Laa-Laa [ˈlaːlaː] (Nikky Smedley): nữ, màu vàng, trái banh màu cam.
- Po [pəʊ] (Pui Fan Lee): nữ, màu đỏ, ăng ten tròn.
- Noo-Noo: Nhân vật phụ, máy hút bụi.
- "Bé" Mặt Trời.

## Báo chí truyền hình
- Tây Ban Nha: Jetix
- Pháp: Canal
- Thụy Sĩ: SF, tsr và TSI
- Hà Lan: Nederland 3
- New Zealand: TV3
- Anh: BBC và CBeebies
- Trung Quốc: CCTV
- Đan Mạch: TV2
- Na Uy: TV2
- Phần Lan: YLE
- Indonesia: Indosiar
- Estonia: Kanal 2 (Formerly TV1)
- Hoa Kỳ: Nickelodeon (Nick Jr.)
- Malaysia: TV3
- Ba Lan: Canal + và TVP
- Brasil: TV Globo
- Úc: ABC
- Canada: BBC cho trẻ em, TVOntario, và Télé-Québec
- Thụy Điển: TV4
- Ý: Raisat Yo Yo
- Singapore: Premiere 12/MediaCorp TV12 Trung ương
- Bulgaria: BNT
- Iceland: Stöð 2
- Đức: kika
- Nhật Bản: Kids Station
- Cộng hoà Dominica: Telecentro
- Việt Nam: HTV3